# Вулиця Сінна (Черкаси)
Вулиця Сінна — вулиця в Черкасах, яка окремою ділянкою є частиною головної артерії міста, так як сполучає бульвар Шевченка з вулицею Чигиринською.

## Розташування
Починається від вулиці Сергія Амброса на сході. Простягається на 1,4 км на південний захід до вулиці Гетьмана Сагайдачного. Перетинається кількома вулицями й великою кількістю провулків мікрорайону Дніпровський. На перетині з бульваром Шевченка створено площу 700-річчя Черкас з невеликим сквером. 1967 року приєднано провулок Рафінадний та провулок Короленка.

## Опис
Вулиця різна на всьому своєму протязі. Спочатку вона шириною в 2 смуги, потім взагалі переривається для руху авто площею 700-річчя Черкас. Після майдану вона упродовж двох кварталів є частиною головної артерії міста — має по 2 смуги руху в кожному напрямку. Тут же прокладена й лінія для тролейбусів. Після перетину з вулицями Чигиринською та Благовісною, знову звужується.

## Походження назви
Вперше вулиця згадується в 1893 році і названа Сінною. В період з 1916 по 1971 роки називалась Рафінадною. з 1971 отримала назву на честь українського (народився в м. Одеса) льотчика-космонавта Георгія Добровольського, який трагічно загинув при польоті. 25 лютого 2021 року рішенням Черкаської міської ради вулиці повернуто історичну назву Сінна.

## Будівлі
По вулиці розташовуються колишній цукрово-рафінадний завод, Палац спорту «Рафінадник» та спортивний комплекс (нині корпус ЧДТУ).